# Judo-Weltmeisterschaften 1983
Die 12. Judo-Weltmeisterschaften 1983 fanden vom 15. bis zum 22. Oktober in der sowjetischen Hauptstadt Moskau statt.

## Ergebnisse

### Männer
| Gewichtsklasse                 | Gold                | Silber             | Bronze                                   |
| ------------------------------ | ------------------- | ------------------ | ---------------------------------------- |
| Superleichtgewicht (bis 60 kg) | Chasret Tlezeri     | Tamás Bujkó        | Ken’ichi Haraguchi Klaus-Peter Stollberg |
| Halbleichtgewicht (bis 65 kg)  | Nikolai Soloduchin  | Yoshiyuki Matsuoka | Janusz Pawłowski Sandro Rosati           |
| Leichtgewicht (bis 71 kg)      | Hidetoshi Nakanishi | Ezio Gamba         | Tamas Namgalauri Steffen Stranz          |
| Halbmittelgewicht (bis 78 kg)  | Nobutoshi Hikage    | Neil Adams         | Mircea Frățică Schota Chabareli          |
| Mittelgewicht (bis 86 kg)      | Detlef Ultsch       | Fabien Canu        | Robert Berland Seiki Nose                |
| Halbschwergewicht (bis 95 kg)  | Andreas Preschel    | Waleri Diwisenko   | Günther Neureuther Robert Van de Walle   |
| Schwergewicht (über 95 kg)     | Yasuhiro Yamashita  | Willy Wilhelm      | Mihai Cioc Henry Stöhr                   |
| Offene Klasse                  | Hitoshi Saitō       | Vladimír Kocman    | András Ozsvár Robert Van de Walle        |

## Medaillenspiegel
| Rang | Land                   | Gold | Silber | Bronze | Gesamt |
| ---- | ---------------------- | ---- | ------ | ------ | ------ |
| 1    | Japan                  | 4    | 1      | 2      | 7      |
| 2    | Sowjetunion            | 2    | 1      | 2      | 5      |
| 3    | DDR                    | 2    | –      | 2      | 4      |
| 4    | Italien                | –    | 1      | 1      | 2      |
| 4    | Ungarn                 | –    | 1      | 1      | 2      |
| 6    | Frankreich             | –    | 1      | –      | 1      |
| 6    | Tschechien             | –    | 1      | –      | 1      |
| 6    | Vereinigtes Königreich | –    | 1      | –      | 1      |
| 6    | Niederlande            | –    | 1      | –      | 1      |
| 10   | BR Deutschland         | –    | –      | 2      | 2      |
| 10   | Belgien                | –    | –      | 2      | 2      |
| 10   | Rumänien               | –    | –      | 2      | 2      |
| 13   | Vereinigte Staaten     | –    | –      | 1      | 1      |
| 13   | Polen                  | –    | –      | 1      | 1      |
|      | Total                  | 8    | 8      | 16     | 32     |